# Дихромат рубидия
Дихромат рубидия — неорганическое соединение, соль металла рубидия и дихромовой кислоты с формулой Rb2Cr2O7, 
оранжево-красные кристаллы, умеренно растворимые в воде на холоде и хорошо - при нагревании.

## Получение
- Действие на хромат рубидия разбавленных кислот:

{\displaystyle {\mathsf {2Rb_{2}CrO_{4}+2H_{2}SO_{4}\ {\xrightarrow {}}\ Rb_{2}Cr_{2}O_{7}+2RbHSO_{4}+H_{2}O}}}
- Сплавление оксида хрома(VI) и оксида рубидия:

{\displaystyle {\mathsf {2CrO_{3}+Rb_{2}O\ {\xrightarrow {T}}\ Rb_{2}Cr_{2}O_{7}}}}

## Физические свойства
Дихромат рубидия образует оранжево-красные кристаллы двух модификаций: моноклинной и триклинной сингоний.
Дихромат рубидия растворим в воде хуже, чем дихромат калия, и существенно хуже - чем дихромат натрия. 

## Химические свойства
- Дихромат рубидия — сильный окислитель, его химические свойства аналогичны дихроматам натрия или калия.
- При длительном нагревании до 300°С с оксидом хрома(VI) образуется хромат рубидия смешанной валентности RbCr3O8[1].